# Massimo Bonomi
Massimo Bonomi (Brescia, 22 de junio de 1967) es un ex–jugador italiano de rugby que se desempeñaba como apertura o centro.

## Selección nacional
Fue convocado a la Azzurri por primera vez en febrero de 1988 para enfrentar a Les Bleus, fue un jugador regular en su seleccionado y disputó su último partido en enero de 1996 ante los Dragones rojos. En total jugó 34 partidos y marcó un total 93 puntos.

### Participaciones en Copas del Mundo
Disputó las Copas del Mundo de Inglaterra 1991 donde le marcó un try a los All Blacks y Sudáfrica 1995. En ambos torneos la Azzurri fue eliminada en fase de grupos.
| Mundial                       | Sede       | Resultado    | PJ | Tries |
| ----------------------------- | ---------- | ------------ | -- | ----- |
| Copa Mundial de Rugby de 1991 | Inglaterra | Primera fase | 2  | 1     |
| Copa Mundial de Rugby de 1995 | Sudáfrica  | Primera fase | 1  | 0     |

## Palmarés
- Campeón del Eccellenza de 1990-91, 1992-93, 1994-95 y 1995-96.
- Campeón del Trofeo de Excelencia de 1994-95.